# Santi patroni della Comunità Autonome della Spagna

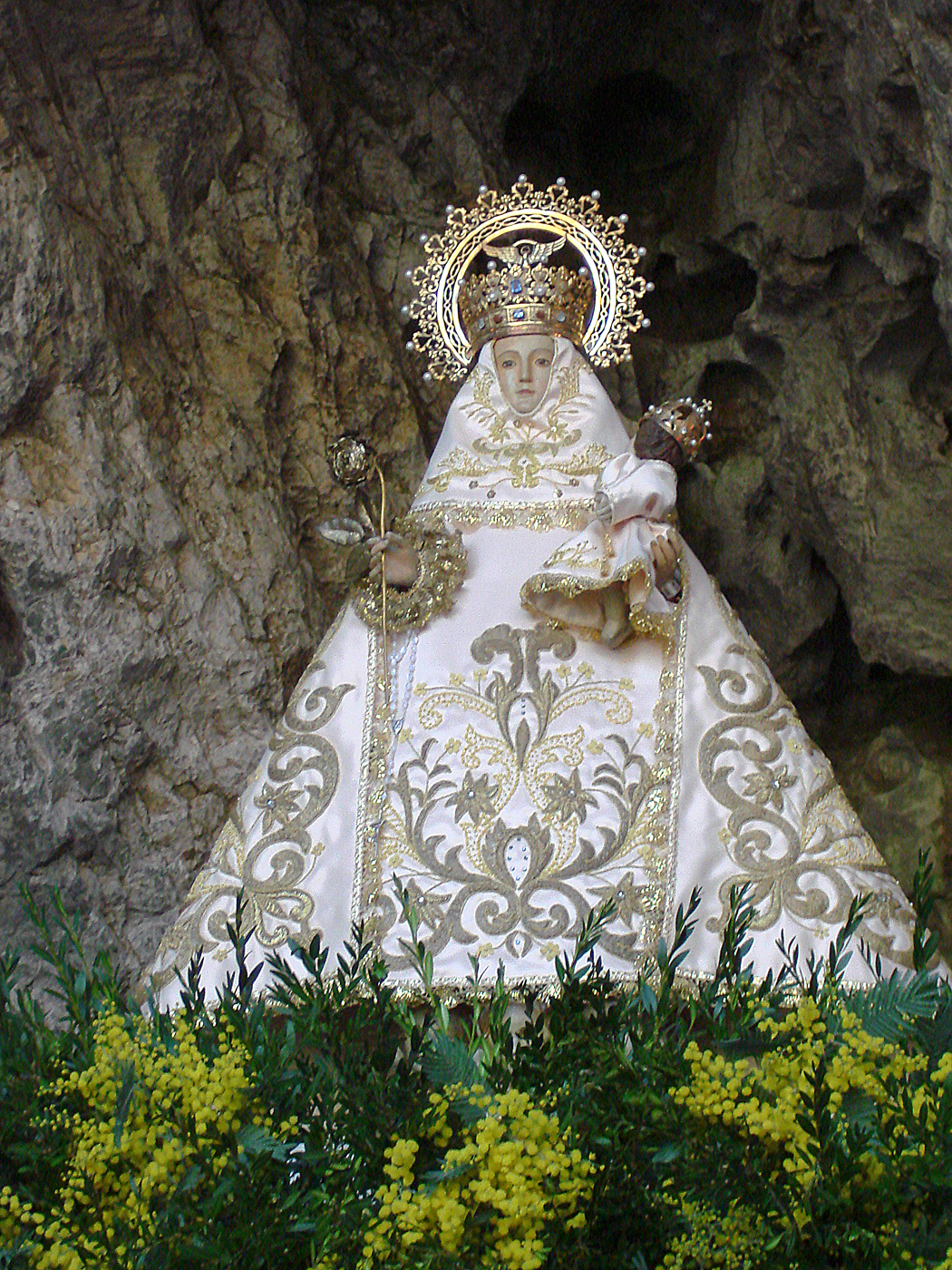
Vergine di Covadonga (Asturie).

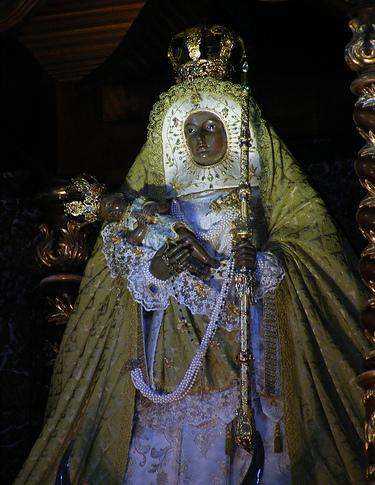
Vergine della Candelaria (Isole Canarie).

I Santi patroni delle Comunità Autonome della Spagna sono devozioni alla Vergine Maria che sono state dichiarate dal Vaticano santi patroni di alcune Comunità autonome della Spagna. Lista comprende anche alcuni santi patroni delle comunità autonome o santi venerati dalla popolazione come patroni o compatroni.
- Aragona: La Vergine del Pilar (anche patrona della Hispanidad)[1] e San Giorgio.[2]
- Asturie: La Vergine di Covadonga.[3] La patrona dell'arcidiocesi di Oviedo (che abbraccia l’intera comunità) è Santa Eulalia di Mérida.[4]
- Cantabria: La Vergine Bene Aparecida.[5] I Santi Emeterio e Cheledonio sono i santi patroni della diocesi di Santander, che comprende quasi tutta la comunità autonoma della Cantabria.[6]
- Catalogna: La Vergine di Montserrat[7] e San Giorgio.[8]
- Comunità Valenciana: La Vergine degli Abbandonati[9] e San Vincenzo Ferreri.[10]
- Estremadura: La Vergine di Guadalupe[11] e San Pietro d'Alcántara.[12]
- La Rioja: La Vergine di Valvarena.[13] San Emiliano della Cogolla, è un santo nato in questa comunità ed è patrono di dei regni storici di Castiglia e Navarra e compatrono della Spagna.[14] Per la sua origine, è anche popolarmente considerato il santo patrono di La Rioja.
- Isole Canarie: La Vergine della Candelaria.[15] San Pedro de San José de Bethencourt, il primo santo nativo dell'arcipelago, è stato proposto come compatrono delle Isole Canarie.[16]

## Altri
Esistono altre comunità autonome che, senza avere una devozione mariana come patrono dell'intera comunità, hanno santi protettori maschi:
- Galizia: San Giacomo il Maggiore (anche santo patrono della Spagna).[17]
- Navarra: San Firmino di Amiens e San Francesco Saverio.[18]